# Демський Мар'ян Тимофійович

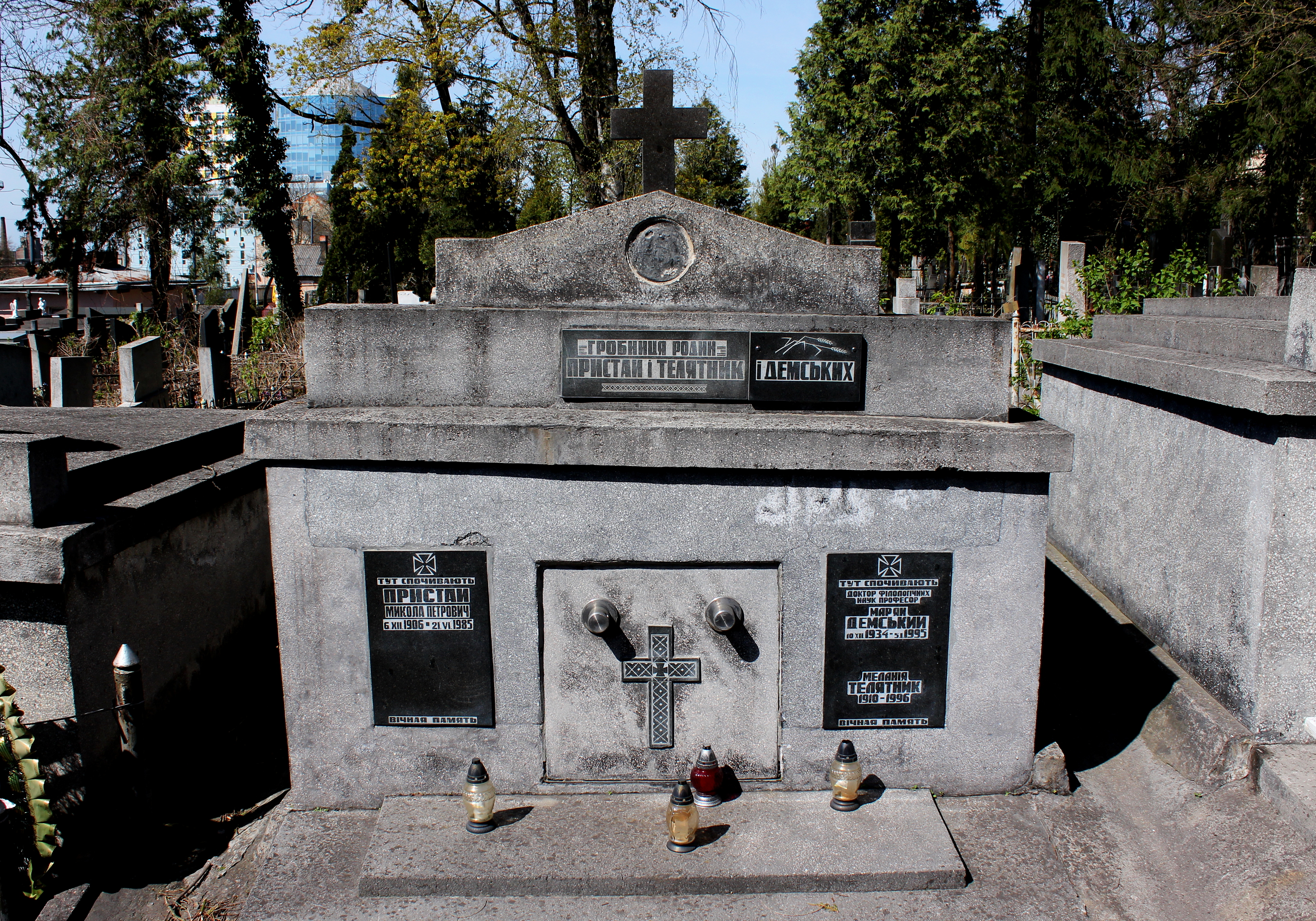

Мар'ян Тимофійович Демський (нар. 1 січня 1935, с. Липівці, тепер Перемишлянського району Львівської області — 5 січня 1995, Львів) — український мовознавець, професор, доктор філологічних наук. Батько української мовознавиці Орисі Демської і літературознавиці Лесі Демської-Будзуляк.

## Біографія
У 1952 - 1956 роках навчався у Львівському Педагогічному інституті. Незадовго до закінчення був відрахований за політичні переконання. Опісля служив в армії на Далекому Сході, працював кочегаром і на будівництві. 
Закінчив заочно 1960  року Дрогобицький педагогічний інститут.
Учителював у загальноосвітній школі.
З 1963 року працював у Дрогобицькому педагогічному інституті: викладач, доцент (з 1976), професор (з 1992) кафедри української мови.
Помер у Львові, похований на 7а полі  Янівського  цвинтаря.

## Наукова діяльність
Досліджував проблеми сучасної української мови, зокрема фразеології, історії українського мовознавства, діалектології.
Основні праці:
- Mały słownik polsko-ukraiński przysłów i porzekadeł (2014): Короткий польсько-український словник прислів'їв і приказок[недоступне посилання з серпня 2019]
- співавтор «Російсько-українського словника для військовиків» (1995);
- «Українські фраземи й особливості їх творення» (1994);
- «Суть фраземи, її ономасіологічні функції й особливості номінації (Матеріали ідеографічного Словника українських фразем)» (1992);
- «Дериваційна база діалектної фраземіки з бойківського ареалу» (1987);
- «Лексичні і граматичні особливості українських іменникових фразеологізмів» (1981).
- "Українська фраземіка" (2019)